# カール・ディクソン
カール・ディクソン（Karl Dickson、1982年8月2日 - ）は、イングランドラグビー協会に所属するラグビーユニオンレフリー。

## 経歴
イングランドのソールズベリー生まれ。バーナード・キャッスル・スクール（小中高 一貫校）でラグビーを始める。
ベッドフォード・ブルーズのアカデミーを経て、2004年にベッドフォード・ブルーズのシニアチーム出場。
2009年、ハーレクインズに移籍。
2012年1月、イングランド代表に選出されたが 、出場機会は得られなかった。
プレミアシップ・ラグビー2016-17シーズンまでで、選手を引退。
選手引退後は、2014年から始めたレフリーとしての活動を続ける。
2017年11月、プレミアシップ・ラグビーのレフリーを初担当。
2020年10月24日、フランス対ウェールズのテストマッチで国際試合レフリーを初めて務めた。